# 释宗性
释宗性（1973年—），男，汉族，重庆潼南人，中国佛教僧人，现任四川成都文殊院方丈，中国佛教协会副会长、中国佛学院常务副院长，中华全国青年联合会副主席，第十三届全国政协委员。